# The Death Camp of Tolerance
The Death Camp of Tolerance is aflevering #614 (93) van de animatieserie South Park. Deze aflevering is voor het eerst uitgezonden op 20 november 2002.

## Verhaal
Mr. Garrison keert terug als leraar van de kinderen, nadat hij tot kleuterschool-leraar was gedegradeerd omdat hij uit de kast was gekomen als homoseksueel. Als hij zich realiseert dat hij miljoenen kan verdienen wanneer hij zich laat ontslaan en de school vervolgens aanklaagt, neemt hij een SM-partner, genaamd Mr. Slave. Garrison begint zich voor de klas zo vreemd mogelijk te gedragen en stopt zelfs een woestijnrat genaamd Lemmiwinks in de anus van zijn assistent Mr. Slave, die hij kortweg de "Teachers ass" noemt.
Als de kinderen hierover klagen, worden ze naar het Tolerantiemuseum gestuurd en als ook dat niet helpt, worden ze naar een Auschwitz-achtig kamp gestuurd, het "Tolerantiekamp". De kampcommandant van het Tolerantiekamp lijkt op Heinrich Himmler. Ook zijn de beelden in het kamp zwart-wit, als extra verwijzing naar de kampen van de Tweede Wereldoorlog en naar de film Schindler's List.
Op school krijgt Mr. Garrison ondertussen te horen dat hij een prijs zal ontvangen voor zijn moedige gedrag. Aanvankelijk walgt hij hiervan, maar Mr. Slave brengt hem op het idee om het zo te verknallen dat ze hem haast wel móeten ontslaan. Lemmiwinks is ondertussen op weg naar een uitgang in Mr. Slave en wordt daarbij geholpen door de zielen van enkele dieren die het niet hebben gehaald in Mr. Slaves lichaam (een meerval, een kikker en een mus). Deze reis maakt Lemmiwinks terwijl er een parodie op een liedje uit de film "De Hobbit" wordt gezongen.
Op de uitreikingsceremonie verschijnt Mr. Garrison uitgedost als een stereotypische, flamboyante homo en Mr. Slave draagt een SM-pak. Maar in plaats van boze reacties klinkt het overal hoe dapper het van hem is. Als Mr. Garrison boos vertelt wat zijn plan was en uitlegt dat tolerantie iets heel anders is dan of je iets leuk of stom vindt. De ouders van de kinderen zien dat ook in en besluiten dat ze hun kinderen terug moeten halen. In plaats daarvan moeten Mr. Garrison en zijn "ass." naar het kamp, omdat ze volgens schoolhoofd Victoria "hun eigen gedrag niet verdragen". Dan hoest Mr. Slave Lemmiwinks uit, die op zijn beurt ook de zielen van de die dieren heeft bevrijd. Ze vertellen hem dat hij nu de "koning der woestijnratten" is en dat hij nog een lange reis voor de boeg heeft. Lemmiwinks wordt gekroond en gaat op weg...

## Paris Hilton
De scène waarin Mr. Garrison een woestijnrat anaal inbrengt bij Mr. Slave is een verwijzing naar een broodjeaapverhaal over het inbrengen van kleine dieren voor seksueel genot. In een latere aflevering, Stupid Spoiled Whore Video Playset, propt Mr. Slave ook Paris Hilton in zijn anus, die eveneens de drie geesten van overleden dieren tegenkomt.
Tien favoriete afleveringen geselecteerd door Matt Stone en Trey Parker:
Stupid Spoiled Whore Video Playset · The Return of the Fellowship of the Ring to the Two Towers · Best Friends Forever · Good Times with Weapons · Casa Bonita · AWESOM-O · Trapped in the Closet · Towelie · Red Hot Catholic Love · Scott Tenorman Must Die

Vier favoriete afleveringen geselecteerd door de fans:
It Hits the Fan · Timmy 2000 · Fat Butt and Pancake Head · The Death Camp of Tolerance

Speciaal bijgevoegd: The Spirit of Christmas (kort geanimeerd)